# تاکایوکی یاناگی
تاکایوکی یاناگی (انگلیسی: Takayuki Yanagi؛ زادهٔ ۶ اوت ۱۹۹۰) بازیگر، model اهل ژاپن است.